# Tuned to a Different Station
Tuned to a Different Station è una canzone della band punk rock Inglese Dogs ed è presente nel loro album studio di debutto, Turn Against This Land. Pubblicata il 2 maggio 2005, è stato il terzo singolo preso dall'album ed è stato classificato al 29º posto nell'UK Top 40.

## Tracce
1. Tuned to a Different Station – 4:11
2. You Don't Know What You Know – 2:54
3. The Long, Long Waterfall – 5:00